# Раковец (Боговиње)
Раковец (мкд. Раковец) је насеље у Северној Македонији, у северозападном делу државе. Раковец припада општини Боговиње.

## Географија
Насеље Раковец је смештено у северозападном делу Северне Македоније. Од најближег већег града, Тетова насеље је удаљено 20 km јужно.
Раковец се налази у горњем делу историјске области Полог. Насеље је положено на источним падинама Шар-планине, које се километар западно спушта у плодно и густо насељено Полошко поље. Надморска висина насеља је приближно 790 метара.
Клима у насељу је планинска због знатне надморске висине.

## Становништво
Раковец је према последњем попису из 2021. године имао 577 становника.
| Национални састав према попису из 2021.‍ | Национални састав према попису из 2021.‍ | Национални састав према попису из 2021.‍ | Национални састав према попису из 2021.‍ | Национални састав према попису из 2021.‍ |
| --------------------------------------- | --------------------------------------- | --------------------------------------- | --------------------------------------- | --------------------------------------- |
|                                         |                                         |                                         |                                         |                                         |
| Албанци                                 | Албанци                                 |                                         | 548                                     | 94,9%                                   |
| непописани                              | непописани                              |                                         | 29                                      | 5%                                      |

Већинска вероисповест је ислам.